# 京城路街道
京城街道，是中华人民共和国河南省郑州市荥阳市下辖的一个乡镇级行政单位。

## 行政区划
京城街道下辖以下地区：
铁龙社区、繁荣街社区、大海寺路社区、建业社区、汜河路社区、腾飞社区、堡王村、曹李村、吉家寨村、康寨村、石寨村、冯寨村、平庄村和狼窝刘村。